# Abhimanyu
Abhimanyu ou Abimanyu é um personagem da mitologia hindu.
Filho de Arjuna (herói da grande epopéia sânscrita o Mahabharata) com sua esposa Su-bhadra, irmã de Krishna:, e conhecido pela metronymic Saubhadra. Ele matou Lakshmana, o filho de Dur-yodhana, no segundo dia da grande batalha de Maha-bharata (antigo nome da Índia), mas no terceiro dia ele morreu combatendo heroicamente contra uma horda de inimigos. Ele era habil com as mãos. Sua esposa Uttara, filha de Rajá de Virata. Seu filho, Parikshit, sucedeu-o no trono de Hastinapuram. [carece de fontes?]